# Бялата вода (Копривщица)
Вижте пояснителната страница за други значения на Бялата вода.
„Бялата вода“ е ниска планинска местност в района на град Копривщица, близо до Бяла река, ляв приток на Тополница в Ламбовска махала. Тя има и известна стойност в историята на града.
В 1924 – 1925 г. в горите около Копривщица имат срещи нелегалните Васил Икономов, Пенчо Калканов – Видин и Нешо Шабанов. На избеляла любителска снимка се различават лицата на Пенчо Калканов, Нешо Тумангелов и Васил Икономов. На друга, доста неясна, на гърба Михаил Герджиков – Мишел е написал: „На Бялата вода, Копривщица, лятото 1920 г. Недков, Ваньо Герджиков, Т. Цаков (Толе Цаков, шивач и пионер на залесяването в Копривщица) и Магда Герджикова“.
В тази местност е изградена чешма „Бялата вода“ с труда на членовете на местната ловно-рибарска дружинка, както гласи ктиторският надпис. Фасадата ѝ има трапецовиден вид и е градена от обли речни камъни. Има две дренажни корита, разположени ниско, за да могат да служат за водопой на добитъка. Преливникът на лявото корито е издълбан по-дълбоко от този на дясното и така лявото се поддържа винаги пълно. На него е направен и отходният дренаж.
Чешма „Бялата вода“ е последната точка по туристическия маршрут Копривщица – връх Бич (1449 м) – Бялата вода – Копривщица.
Чешмата „Стърчи крак“ е направена на стотина метра по-нагоре по руслото на Бяла река. Построена е на другия, северния склон на върха Свети Георги. До нея също се стига по черния път по рекичката, която се вие между боровите дървета. Сегашния си вид „Стърчи крак“ придобива през 1942 година, когато е възстановена изцяло от Вельо Карагьозов, което е изписано и на ктиторския надпис. Построена е от 14 дялани камъка, като два са разположени от двете страни на фасадата и служат за пейки за сядане на посетителите.

## Съседни обекти
Гробищен парк „Свети Архангел Михаил“.